# SH2D3A
SH2D3A‏ (SH2 domain containing 3A) هوَ بروتين يُشَفر بواسطة جين SH2D3A في الإنسان.